# Делікт

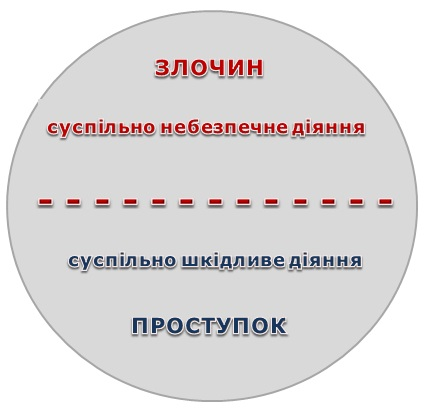
Поділ правопорушення (delictum) на злочин і проступок за ознакою суспільної небезпеки

Делі́кт (від лат. delictum – правопорушення, провина, проступок) — це протиправна винна дія (або бездіяльність), яка заподіює шкоду іншій особі, внаслідок чого виникає позадоговірне зобов’язання з відшкодування такої шкоди. У римському праві — заподіяння шкоди іншій особі, її сім'ї або майну, порушення правового припису або заборони.
Наслідком учинення делікту була відповідальність, що наставала за наявності таких умов: дієздатність правопорушника, вина, здійснення правопорушення. 
Зазначене правопорушення не пов'язане з порушенням договору (контракту). Деліктні зобов'язання відомі ще як позадоговірні.
Поняття «делікт» офіційно у законодавстві України не застосовується, але в науково-правовій літературі і практиці вживається широко. Того, хто заподіює шкоду, називають делінквентом. Того, кому шкоду заподіяно, — потерпілим.
Деліктологія — наука про правопорушення (делікт). Складова частина загальної теорії права. На відміну від наук цивільного, трудового, адміністративного і кримінального права, які досліджують, відповідно, цивільні, дисциплінарні, адміністративні та кримінальні правопорушення під власним кутом зору, деліктологія вивчає ці правопорушення в цілому. Дослідження правопорушення як соціально-правового явища та пов'язаних із ним правовідносин і є предметом деліктології.

## Деліктологія – наука про правопорушення
Юридична відповідальність, яка настає за порушення норм права, – це різновид соціальної відповідальності, яка наступає за порушення різних соціальних норм (права, моралі, звичаїв, корпоративних норм). Для того щоб розібратись з таким комплексним явищем як юридична відповідальність за вчинення проступків перш за все слід звернутись до теорії права, як квінтесенції знань про право – регулятор суспільно-економічних відносин. Як загальновідомо, основні постулати права були закладені в давні часи, чи не найбільший внесок в формування правових аксіом, презумцій та принципів був зроблений римськими юристами. Саме ними було розроблено загальні підходи до поділу відповідальності за вчинення правопорушень на дві частини: delictum privatum (приватних деліктів) та delictum publicum (публічних деліктів).
Делікт (від лат. delictum – правопорушення, провина, проступок) – протиправна поведінка, правопорушення, тобто незаконна дія, проступок, злочин, тобто вчинення дії, що суперечить закону і завдає шкоди суспільству, державі або особі. Таке правопорушення є підставою для притягнення правопорушника до відповідальності, передбаченої законом. У римському праві – заподіяння шкоди іншій особі, її сім'ї або майну, порушення правового припису або заборони. Наслідком учинення делікту була відповідальність, що наставала за наявності таких умов: дієздатність правопорушника, вина, здійснення правопорушення.
Поняття «делікт» офіційно у законодавстві України не застосовується, але в науково-правовій літературі і практиці вживається широко. Того, хто заподіює шкоду, називають делінквентом. Того, кому шкоду заподіяно, – потерпілим. Особа яка несе відповідальність за свої дії – дієздатна особа. Особа яка несе відповідальність за свої протиправні дії – деліктоздатна особа.
Деліктологія – наука про правопорушення (делікт). Складова частина загальної теорії права. На відміну від наук цивільного, трудового, адміністративного і кримінального права, які досліджують, відповідно, цивільні, дисциплінарні, адміністративні та кримінальні правопорушення під власним кутом зору, деліктологія вивчає ці правопорушення в цілому. Дослідження правопорушення як соціально-правового явища та пов’язаних із ним правовідносин і є предметом деліктології.
Отже, так само як право поділяється на дві галузі: публічне і приватне і вони, хоча і впливають одна на одну, не змішуються між собою, так само і юридичну відповідальність порушення права у відповідній галузі недоречно змішувати з іншою. Відповідно, перший поділ юридичної відповідальності за галузевою ознакою – поділ на приватні правопорушення та публічні правопорушення. Юридична відповідальність за приватні правопорушення чи то за невиконання зобов’язань між суб’єктами господарювання, чи то між громадянами, не тягне за собою обтяжень для природних прав людини. Особливістю є те що відповідальність несе як фізична так і юридична особа. Тому в жодному разі не можна за приватні правопорушення притягати до публічної відповідальності.
В римському праві «правопорушення, що стосувалися сфери публічних інтересів, називалися також crimen (злочин), чим підкреслювалася суспільна небезпечність таких деліктів» . Кримінологія – самостійна теоретико-прикладна суспільна наука про злочинність, ширше – про природу, сутність, закономірності виникнення, суспільного прояву та запобігання злочинності. Головним своїм завданням має наукову розробку питань запобігання та протидії злочинності, зменшення її негативного та руйнівного впливу. Кримінологія по своїй суті є складовою частиною деліктології, яка, в свою чергу, є складовою соціології (науки яка досліджує соціальні явища).
В римському праві юристи виділяли особливу групу деліктів – квазіделікти. Це ненавмисне позадоговірне правопорушення, заподіяння кому-небудь шкоди без умислу (або навіть можливості заподіяння такої шкоди), в результаті недбалості або необережності, що характеризується при цьому відсутністю визначеності винної особи. Наприклад, коли виставлений на підвіконні горщик впав (або міг впасти) і причинив шкоду особі або майну .
Загальноприйнятою парадигмою є науковообґрунтований і підтверджений практикою підхід про те, що публічні делікти – правопорушення, або як їх часто іменують делікти, за суспільною значущістю скоєного протиправного діяння поділяються на злочини та проступки. Цей горизонтальний поділ є головним щодо протиправних діянь в публічній галузі права. Тепер ми маємо справу з видовим поділом відповідно до суспільної небезпеки.
В різних країнах комплекс питань пов’язаних з юридичною відповідальністю за вчинення проступку вирішується по різному. Одне і те ж діяння може стати предметом розгляду в різних країнах різних органів, в різному процесуальному порядку. Навіть юрисдикція буде підпадати під різні гілки влади під виконавчу або судову. Оформлення документів, вчинення процедур, тощо також різняться між собою. В ряді штатів США та в різних країнах світу, відповідно до традицій та усталених норм поведінки, існують різні підходи до відповідальності за проступки. Тому механічне перенесення тих або інших елементів або новел чи цілих механізмів, алгоритмів тощо без комплексного дослідження та аналізу вітчизняного права та праворозуміння громадян на національний ґрунт є недоцільним, а інколи, у зв’язку з тим що може призвести до негативних наслідків, навіть неприпустимим.
В контексті вивчення проступків, як суспільного явища слід наголосити на тому, що «правовий вінегрет» в сфері юридичної відповідальності є неприпустимим. Більше того він є загрожуючим фактором для національної безпеки. В такій ситуації є нагально-необхідним проведення комплексної реформи в сфері юридичної відповідальності за вчинення незначних деліктів – проступків.